# Олексій III Ангел
Олексій III Ангел (грец. Ἀλέξιος Γ' Ἄγγελος; 1153 — 1211, Нікея) — імператор Візантії з 1195 по 1203 роки.

## Походження
Засновником роду Ангелів був адмірал (емір емірів) Сицилійського королівства Костянтин Ангел, який в 1122 році одружився з молодшою дочкою Олексія I Комніна Феодорою. Батьком Олексія Ангела був малоазійський полководець Андроник Дука Ангел, а матір'ю — Єфросинія Кастамонітісса. Ставши імператором, їх син додав до свого прізвища ім'я Комнін, вказуючи цим на своє знатне походження. Таким чином, повне ім'я правителя Візантійської імперії було Олексій III Ангел Комнін.

## Біографія
Олексій III Ангел був другим сином Андроніка Ангела — племінника імператора Олексія II Комніна. Війська проголосили його імператором 1195 року, тоді, коли його брат Ісаак II Ангел був у Фракії на полюванні. Він схопив Ісаака у Македонії, осліпив і помістив у в'язницю.
Після отримання влади Олексій почав безладно роздавати гроші та посади, які Ісаак використовував для військових дій. Коли всі гроші закінчились, він став дарувати прохачам помістя, угіддя та різні громадські місця. Коли ж і цього не залишилося, то в хід пішли різні почесні посади. Незабаром імператор розпустив війська по домівках, не звертаючи жодної уваги на розграбування території імперії болгарами. Його дружина Євфросина пробувала запобігти таким діям, однак нічого не змогла зробити.
Олексій III виявився правителем слабким і нездатним. Всі думали, що після коронації та приведення справ у порядок імператор візьметься за зброю, вирушить у похід і негайно усуне не тільки всі поточні проблеми імперії, але і виправить помилки свого брата. Проте все вийшло навпаки. Немов досягнувши вже верху своїх бажань і отримавши те, до чого здавна прямував, він був цілком бездіяльний.
Тоді, коли на схід імперії нападали сельджуки, на північ у 1195/1196 роках — болгари та валахи, імператор проводив час у своїх садах.
Коли у 1202 році європейські монархи зібралися у Венеції на Четвертий хрестовий похід, син осліпленого та ув'язненого Ісаака II Олексій втік з Константинополя й звернувся до хрестоносців за допомогою, обіцяючи об'єднати церкви і припинити розкол 1054 року. Він переконав їх, і на шляху до Єгипту хрестоносці 1203 року з'явилися під стінами Константинополя у 1203 році, проголосивши Олексія імператором Олексієм IV Ангелом. Почалася облога міста.
17 липня хрестоносці штурмом взяли місто. Олексій III Ангел спочатку сховався в палаці, а потім утік на човні з дочкою Іриною та казною у Фракію. Свою дружину та інших дочок залишив на завойовників. Ісаака II визволили з темниці й вивели знову на трон разом з Олексієм IV Ангелом.
За деякий час Олексій III разом із Олексієм Мутцуфулом пробував відвоювати трон. Спроба не вдалася і Олексій разом із своєю дружиною Євфросиною, яка вже стала на його сторону, блукав Грецією поки не потрапив до Боніфація I Монферратського, який панував у той час у Фесалонікійському королівстві. Пізніше він блукав дорогами Епіру та Малої Азії, де його зять Ласкаріс чинив опір хрестоносцям. Олексій III звернувся за допомогою до Кая Хосрава І, султана Конії в одержанні корони для свого зятя. Ласкаріс отримав корону, однак Олексій тепер захотів її знову для себе. Після військової сутички Олексія було схоплено. Його заслали в монастир біля Нікеї, де він і помер.

## Зовнішня політика

### Відносини з Генріхом VI
У 1194 році спадкоємець Фрідріха Барбаросси Генріх VI зміг приєднати до своїх володінь Сицилійське королівство. Після цього він зажадав у Ісаака II Ангела передати йому землі від Диррахия до Солуня, які ненадовго були зайняті норманами в 1185 році. Також він побажав отримати відшкодування понесених Фрідріхом збитків, а також сприяння візантійського флоту в прийдешньому хрестовому поході. Для забезпечення останнього заходу німці вимагали щорічної виплати 50 кентинаріїв золота (пізніше ця сума була знижена до 16 кентинаріїв).
Олексій III придумав для цих виплат спеціальний «німецький податок» — аллеманікон (ἀλεμανικόν). Спершу імператор хотів забрати церковне начиння, але відмовився від цього задуму через обурення духовенства. Лише обібравши царські гробниці в церкві Святих Апостолів, ромеї знайшли джерело сплати. Втім золото не покинуло Візантію: 28 вересня 1197 року Генріх помер від хвороби, яка перебігала з гарячкою, а його спадкоємець — Філіп Швабський — був зайнятий внутрішніми чварами.

### Сельджуцький вигнанець
До весни 1189 року Конійський султан Килич-Арслан II втомився від влади і розділив свою державу порівну між 11 синами. Однак батьківська воля не стала для них серйозною перешкодою, і в країні почалися міжусобиці. Лише наймолодший син Кей-Хосров I дав батькові притулок. Коли 1192 року Арслан помер, старший брат Хосрова Рукн ад-дін відняв у нього Коньї, тим самим ставши правителем всього султанату. Молодшому братові довелося бігти до Візантії.
У Константинополі Кей-Хосров одружився з дочкою візантійського аристократа Мануїла Маврозома, а також встиг потоваришувати з Олексієм III, який в результаті його усиновив.
Після загибелі Рукн-ад-Діна в 1204 році вигнанець за допомогою найманців свого свекра повернув відібраний престол, скинувши свого племінника Килич-Арслана III.

### Цариця Тамара
Грузинське царство на початку XIII століття.
Правителька Грузинського царства Тамара була в родинних стосунках з династією Комнінів. Після повалення Андроніка і вбивства його синів Івана та Мануїла діти останнього (брати Олексій і Давид) знайшли у неї політичний притулок. Це не могло не ускладнити відносини між нею і династією Ангелів, які надавали підтримку її колишньому чоловікові Юрію, який хотів повернути собі владу. Цариця надавала широку матеріальну підтримку візантійським монастирям і тому була в курсі всіх державних подій. У 1203 році вона відправила монахам Афонського і інших монастирів щедрі дари. Але цінності були забрані за особистим наказом Олексія III.
Тамара отримала відмінний привід для початку військових дій. У квітні 1204 року за підтримки грузинських загонів була захоплена фема халдеї, і 23 квітня 1204 року брати вступили в Трапезунд, де Олексій був коронований імператором. Він і Давид взяли ім'я Великих Комнінів і надалі брали участь в боротьбі за встановлення своєї влади в Константинополі.
У самій фемі не знайшлося прихильників династії Ангелів. Місцеві аристократичні династії — Дораніти, Камахіни, Кавасіти, Мітцомати і Тцаніхіти — не мали доступу до вищих адміністративних посад, а більша частина податків йшла до столиці імперії. Купецтво бажало більш активної участі в торгових угодах, а простий народ хотів мати захист від сельджуків.

## Внутрішня політика
Захопивши владу, Олексій одразу повернувся в столицю. Там він проголосив себе імператором і почав роздавати гроші своїм прихильникам. Джерелом роздачі виступило золото, узяте Ісааком на війну з болгарами. Після закінчення грошей правитель почав роздавати маєтки, а потім і титули.
В економіці Ангел Комнін продовжив політику свого брата Ісаака. У 1198 році він підписав хрисовул, який підтверджував оборонний союз з Венеційською республікою. Документ підтвердив її торгові привілеї і додав кілька нових преференцій, але кордон венеційського кварталу в Константинополі залишився без змін.

### Провал реформ
Олексій III оголосив, що посади не продаються за гроші, але даються даром і гідно, однак при дворі процвітали корупція і хабарництво. Ця ситуація стурбувала імператрицю Єфросинію, і вона доручила навести тут порядок Костянтину Месопотамському. Своїми діями той викликав ненависть її рідні — зятя Андроніка Контостефана і брата Василя Каматір. Вони сказали Олексію про невірність його дружини, і він на півроку вигнав її з Влахернського палацу, а також стратив її уявного коханця Ватаца. Пізніше Єфросинія змогла переконати Ангела Комніна в своїй вірності і повернулася до двору, але перестала брати участь в державних справах.
У цей час Костянтин зміг стати архієреєм Фессалонік і при цьому залишався на державній службі. Це змусило його супротивників об'єднатися проти фаворита, і в результаті їм вдалося переконати імператора позбавити його світської і церковної посад. Наступники Костянтина не захотіли продовжувати боротьбу з корупцією.

### Царство корупції
Митрополит Афін Михайло Хоніат написав послання Олексію III, в якому розповів про становище міста. Він вказував на жадібність збирачів податків і грабежі населення преторами. Але найбільш тяжкій повинністю для населення Аттики був корабельний податок, введений ще Мануїлом I. Його розмір призначався довільно і для Афін становить 8000 франків.
Незважаючи на сплату податку, ніяких нових військових кораблів у фемі так і не з'явилося. Того часу в Егейському морі шаленів генуезький пірат Гаффора, а візантійське уряд використав проти нього його калабрійського колегу Джіованні Стіріоне, який також оббирав приморські міста Аттики.
Сам імператор являв своїм поданням кращий приклад. Дізнавшись про те, що на Чорному морі потонув корабель, який йшов з Грузії, басилевс відправив туди флотилію з 6 військових кораблів. Офіційною метою експедиції було пошук вантажу, але в дійсності моряки повинні були розграбувати караван купецьких судів, який плив в Амис. Пізніше ромейські купці марно просили Ангела Комніна навести порядок, так як їхня власність вже давно перейшла до царської казни. Тільки Конійський султан Рукн-ад-дін отримав відшкодування матеріального збитку — 50 мін срібла.

### Релігійна політика
На відміну від свого брата Ісаака, який зміщував неугодних йому константинопольських патріархів, Олексій був більш делікатний. У його правління розгорівся богословську суперечку про євхаристії, суть якого полягала в наступному питанні: «Святе тіло Христове, якого ми долучаємося, так чи нетлінне, яким воно стало після страждань і воскресіння, або тлінне, яким воно було до страждань?»
На думку патріарха Іоанна Каматір, тіло Христа було нетлінне, однак його противники — колишній патріарх Георгій Ксіфілін і монах Сікідіта — дотримувалися зворотного твердження про тлінність, бездушності та безживності. Ангел Комнін підтримав ідею про нетлінність Месії, тим самим поставивши крапку в даному диспуті.

## Сім'я
У шлюбі з Єфросинією Дукин Каматір, у Олексія було три дочки:
- Ірина Ангеліна — перший раз стала дружиною Андроніка Контостефана, в другий — Олексія Палеолога. Є бабусею візантійського імператора Михайла VIII;
- Анна Ангеліна — в перший раз стала дружиною севастократоров Ісаака Комніна (внучатого племінника Мануїла Комніна), у другій — нікейського імператора Феодора Ласкаріс;
- Євдокія Ангеліна Комніна. Була одружена із сербським жупаном Стефаном Неманичем, вдруге — з візантійським імператором Олексієм V Мурзуфлом, втретє — з правителем Коринфа Левом Сгуром.